# 下巴伐利亚地区罗尔
下巴伐利亚地区罗尔是德国巴伐利亚州的一个市镇。总面积54.17平方公里，总人口3267人，其中男性1631人，女性1636人（2011年12月31日），人口密度60人/平方公里。